# 終わる世界でキミに恋する
『終わる世界でキミに恋する』（おわるせかいでキミにこいする）は、能登山けいこによる日本の漫画作品。『ちゃお』（小学館）にて2015年10月号から2018年12月号まで連載された。番外編が『ちゃおDX』（同社刊）に掲載。小説版が新倉なつきの著により2017年7月発売。略称は「セカキミ」。
ちゃお2017年8月号から2018年1月号の付録でボイスコミック化された。

## ストーリー
9年前の父親の事故死以来、養護施設「星空の家」に暮らしている少女・奥村岬。父の事故死の真相を知るために、4月から黒衣大学付属中学校に転入することになり、楽しい学校生活を夢見ていた。
ところが、その中学校は気に入らない相手は教師であろうと追放する学校の「魔王」三国嶺治（通称：レイ）によって支配されていた。転入生の岬を中学部会に歓迎するレイだったが、忙しいからと岬は拒否する。反抗的な態度を取る岬に憤慨したレイは追放を宣言するも、気になり彼女が暮らす養護施設にまでついていく。そこで死んだスズメをいたわる岬の優しい一面を知り、恋愛感情を持ち始める。しかし、彼は知らなかった。岬が不治の病に侵されていること、そして、彼女の余命が残り1年であることを…。

## 登場人物
奥村 岬（おくむら みさき）
本作の主人公。黒衣大学付属中学校2年生→3年生。
生まれた直後に母親を病気で、9年前に父親を事故で失い、兄の渚と共に養護施設「星空の家」に入れられた。しかし5年前に渚も母と同じ病気で病死し、肉親が一人もいなくなる。
明るく優しい性格だが、物事をはっきり言う性格から、学校のボス的存在である嶺治（レイ）の怒りを買う。
父親の事故の関係者の指輪のペンダントを首に下げており、その持ち主を探している。生まれながらに「先天性呼吸器機能低下過眠症候群」という難病を患っており、自分の意思と関係なく突然眠ってしまう症状がたびたび現れる。そのため、夜に寝る時以外は眠る発作を起こさないよう薬を服用しているが、医師からは余命1年を宣告されている。
しかし、それにも関わらず体育の成績は5で抜群の運動神経を持ち、友達を助けるために体育館のロープを駆使して敵を一掃したことがあり、レイからは「元気な病人」と苦笑されている。
最初は陽太のことが好きだったが、徐々にレイに惹かれて両想いになる。
病気を治し、レイと生きる未来のために、三国製薬会社の新薬開発の実験体になる。しかし、実験治療の副作用で記憶が失われていく「記憶退行」となる。
最終話では病気が完治し、夢であった教師になり、レイと結婚している。
三国 嶺治（みくに れいじ） / レイ
学校の中心的存在。黒衣大学付属中学校2年生→3年生。黒いロングパーカーを纏う。
学校を自分の持ち物であるかのように振る舞い、たとえ教師であっても自分に従わない相手を容赦なく追放することから「魔王」と恐れられている。しかし端正な顔とルックスの持ち主であり、また彼が学校の支配者となってからは学校内のいじめや争いがなくなったことから、生徒たちからの人気は高い。また、株でお金を稼いでいる。
当初は自分に従わない岬にたびたび嫌がらせを仕掛けるが、どんな嫌がらせにも屈せず毅然としている岬にいつしか惹かれていく。しかし、岬への想いとは裏腹に彼女を力ずくで支配しようとする行動は変わらず、岬から誤解を受けている。
有名毒舌政治家、外務大臣である三国勝治(後述)の息子で、家柄は旧華族と裕福な家庭で育つ。
岬の持つ指輪の関係者とはレイのことであり、5歳の時に誘拐されかけたレイを守って岬の父が亡くなったことを、自分の父に明かされる。
最終話では、市長となり、難病を治す計画を行っており、岬と結婚している。
源 陽太（みなもと ようた）
岬のクラスメイト。
クラス委員のために転校初日の岬の案内役を任され、レイにからまれた岬を助ける。
岬の初恋の人。文化祭の時に岬に告白され両想いになるが、莉花(後述)のことが忘れられず、岬に別れを告げる。実は小学生の時から莉花が好きだった。指輪の秘密の一部を知っている。
コミックス最終巻では、世界を飛び回るジャーナリストになったことが明かされている。
前作『キミは宙のすべて』に登場する源星夜の弟。
近藤 碧子（こんどう みどりこ）
養護施設「星空の家」の園長。紫子の姉。
近藤 紫子（こんどう ゆかりこ）
岬の主治医。岬の体調を心配している。碧子の妹。
奥村 渚（おくむら なぎさ） / ナギ
岬の兄。岬と同じく抜群の運動神経を持つ。
母を岬が生まれた直後に亡くし、9年前の父親の事故死をきっかけに岬と共に星空の家に入れられるも、5年前に母と同じ病気で病死する。享年15歳。
氏家 朋範（うじいえ とものり） / トモ
レイの仲間。岬に助けられたことをきっかけに岬の協力者になる。中学部会の幹部。別荘を持っている。
番外編では髪の長さ故に女の子に間違われている。最終話では、モデルになったことが明かされている。
塚原 広海（つかはら ひろうみ） / ヒロ
レイの仲間。岬にツーブロックと呼ばれている(後にヒロに訂正)。中学部会の幹部。生徒の中では最後に岬と和解した。
学年2位の成績を持ち、コミックス最終巻では研修医になったことが明かされている。
飯浜 江莉子（いいはま えりこ） / エリコ
昔、魔王に友達を追放されたとき、自分が何もできなかったことから、岬の協力者となる。服作りが得意。
番外編では、合コンで知り合った男の子と恋人になっている。
最終話では、新ブランドのデザイナーになったことが明かされている。
三国 莉花（みくに りか） / リカ
前作『キミは宙のすべて』の主人公。陽太が思いを寄せる人物。陽太の兄である星夜と結婚している。レイの従姉弟。
高校3年生にして三国の子会社を経営している。通称「三国のお姫様」。三国製薬会社代表取締役社長も務める。岬の誕生日には赤いポシェットを贈る。コミックス最終巻では、2代目「三国の女王様」と呼ばれていることが明かされている。
三国 峡治（みくに きょうじ） / キョウ
レイの弟。男子校に通うため、レイとは違う学校。
レイとは仲が悪く、レイの恋人である岬に嫌がらせをする。父は大好き。
嘘をついて岬を会食に誘って嫌がらせをしたりしたため岬とレイの怒りを買うが、最終的に岬の味方になる。岬の誕生日には服を贈る。
コミックス最終巻では、弁護士になったことが明かされている。弁護士になった理由は「人を追い詰めるのが好きだから」。
三国 勝治（みくに しょうじ）
レイとキョウのパパ。岬でも知っていた名の知れた毒舌政治家で、外務省大臣。通称「政界の魔王」。
レイに岬の病気を相談されるが、協力する代わりに岬と別れて二度と関わらないことを条件とする。この発言には意図があり、ロマンチックな感傷だけでは死と闘う人に寄り添うことは出来ない上、見たくもない現実を見ることになるからというレイに向けた愛情も込められている。実は岬の父の死の真相を隠しており、そのことで須崎(後述)から脅しを受けていた。
最終話では、内閣総理大臣になったことが明かされている。
コミックス最終巻では、支持率90%を維持していることも明かされた。
須崎 邦明（すざき くにあき）
レイの世話役兼ボディーガード。
レイのパパにスカウトされた事と、給料が良かったという理由でレイのボディーガードになる。基本的にレイと岬を支え、病気をレイに知られたくなかった岬に対して内緒にしておくと優しい一面も持つ。元警察官。
岬の父と同僚であり、岬の父の死の真相を隠した三国勝治を脅して、岬と渚に難病の治療を受けさせようとしていた。
三国 大気（みくに たいき）
レイ、リカの従兄弟。イギリスの大学に留学中で、三国家本家の跡取り。
岬の誕生日に靴を贈る。
前作『キミは宙のすべて』の登場人物。
塚原 七海（つかはら ななみ）
三国製薬会社の研究員で岬の担当医。岬に新薬開発の実験体になることを提案する。
歌川 凉乃（うたがわ すずの）
ロニー製薬会社の研究員。岬がロニー製薬に攫われた時に岬の担当になった。
岬に背中を押され、三国製薬会社に研究員として入社する。岬の新薬開発に貢献した。
柴田 銀河（しばた ぎんが）
岬がレイとの逃避行の時に出会ったサッカーチームの先生。岬に先生になるという夢を与えた。レイを見て、大気と似ていることに気がつく。
前作『キミは宙のすべて』の登場人物。
源 美月（みなもと みつき）
岬がレイとの逃避行の時に出会った小学生。
キャラクターの財布を使っていたことで友達と喧嘩したあと、財布を捨てようとしていた時に岬と出会い、励まされる。その後、友達とも仲直りをした。岬の先生になるという夢を後押しした。
陽太の妹。
前作『キミは宙のすべて』の登場人物。
梅原 千紗（うめはら ちさ）
レイ、エリコ、トモ、ヒロの小学校の同級生。レイの元カノ。ソレイユ山吹女学院在校。船上パーティーでレイと再会する。
レイと寄りを戻すために岬に嫌がらせをする。岬がロニー製薬に攫われた間接的原因となった張本人。しかし、岬の純粋さに惹かれ、考えを改めた。
コミックス最終巻では、大学生の時に化粧品会社を立ち上げたことが明かされており、リカに憧れていたことが分かっている。
岬の父
レイの元ボディーガード。元警察官。須崎とは同僚関係及び友達。
9年前、5歳のレイが誘拐されかけた時に体を張ってレイを守り、その結果銃で撃たれ亡くなった。亡くなる直前、レイに結婚指輪を託し、岬と渚に会って指輪の秘密の言葉を伝えてほしいと頼んだが、レイの父によりその約束は果たされなかった。死因は事故死とされていた。
高戸 直政（たかと なおまさ）
黒衣大学付属中学校2年生。レイの後を継ぐ「新魔王」と呼ばれている。かつて岬が着た学芸会の衣装を巡り、岬と対立。岬にサッカー勝負を持ちかけられ挑むが、大敗し和解する。実は岬に惹かれていたが、「オレは本物の魔王にはなれない」と潔く諦め、岬の協力者となる。
親が有名ホテルグループのホテルタカトの経営者であり、レイには劣るものの、権力をもっている。岬とレイの逃避行の際にも手助けを行った。
最終巻ではホテルタカトの後継者として修行をしていたことが明かされている。

## 書誌情報
- 能登山けいこ『終わる世界でキミに恋する』小学館〈ちゃおコミックス〉、全8巻
  1. 2016年3月31日発売[3]、ISBN 978-4-09-138322-8
  2. 2016年7月22日発売[4]、ISBN 978-4-09-138607-6
  3. 2016年11月29日発売[5][6]、ISBN 978-4-09-138807-0
  4. 2017年6月1日発売[7]、ISBN 978-4-09-139343-2
  5. 2017年10月31日発売[8]、ISBN 978-4-09-139596-2
  6. 2018年3月30日発売[9]、ISBN 978-4-09-870051-6
  7. 2018年8月1日発売[10]、ISBN 978-4-09-870227-5
  8. 2018年8月1日発売[11]、ISBN 978-4-09-870227-5

- 能登山けいこ（原作・イラスト）、新倉なつき（著）『終わる世界でキミに恋する〜星空の贈りもの〜』小学館〈小学館ジュニア文庫〉、全1巻、2017年7月26日発売[12]、ISBN 978-4-09-231182-4